# Hodíškov
Hodíškov (dříve též Hodiškov, německy Hodischkau) je obec v okrese Žďár nad Sázavou v kraji Vysočina. Žije zde 161 obyvatel. Známým rodákem je tiskař Mikuláš Konáč z Hodíškova.
Obec se nachází přibližně 9 km severovýchodně od Žďáru nad Sázavou a 7 km jižně od Nového Města na Moravě. Nejvyšší bod v katastru obce měří 616 m n. m. Název Hodíškov pochází z osobního jména Hodíšek (zdrobněle z Hoda).
Každoroční pouť se zde koná 5. července na svátek slovanských věrozvěstů Cyrila a Metoděje, kterým je zasvěcena místní kaple, a místními bývá označována také jako „setkání rodáků“. V den pouti se v místní kapli pravidelně koná sváteční mše svatá.

## Historie
První písemná zmínka o obci pochází z roku 1412. Do roku 1850 byla obec součástí žďárského panství.

## Přírodní památky
Hodíškovský rybník – jinak také nazývaný „Kroužek“

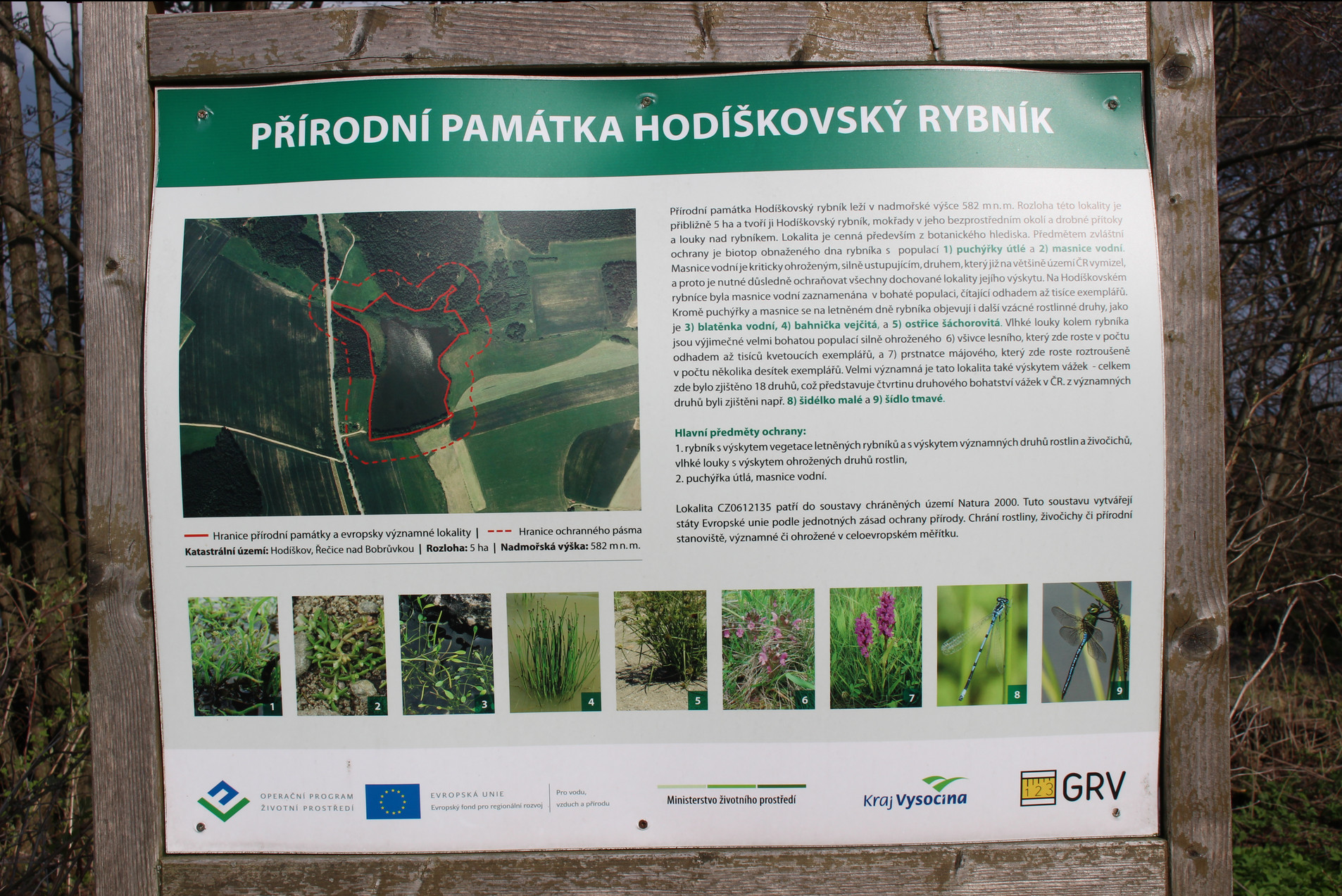
Přírodní památka Hodíškovský rybník

## Obecní symboly
Na jaře roku 2007 byla na popud knihovnice a kronikářky obce Dany Michalové na schůzi zastupitelstva obce schválena žádost na podání návrhu na vytvoření obecního znaku a praporu. Na podzim roku 2008 byly předložené návrhy zastupitelstvem schváleny a na pražský podvýbor pro heraldiku a vexilologii byla podána žádost o oficiální udělení obecních symbolů. Dne 26. května 2009 v 11:00 hodin si starostka PaedDr. Zdeňka Burianová a knihovnice Hodíškova Dana Michalová v budově Poslanecké sněmovny Parlamentu ČR slavnostně převzaly dekret o udělení znaku a vlajky obce Hodíškova.
Obecními symboly jsou:
- lilie - převzata ze znaku žďárského cisterciáckého kláštěra
- tiskařský tampon - jako připomínka Mikuláše Konáče z Hodíškova
- tři odstředivé lipové květy - vyjadřují obraz lípy na někdejším obecním typáři[7]

| Rok            | 1869 | 1880 | 1890 | 1900 | 1910 | 1921 | 1930 | 1950 | 1961 | 1970 | 1980 | 1991 | 2001 | 2006 | 2013 |
| Počet obyvatel | 293  | 309  | 330  | 292  | 262  | 231  | 228  | 190  | 183  | 201  | 189  | 145  | 136  | 138  | 150  |

## Pamětihodnosti
- Kříž na cestě směrem k Obyčtovu
- Kaple sv. Cyrila a Metoděje
- Pomník obětem první světové války